# Neachrostia
Neachrostia là một chi bướm đêm thuộc họ Erebidae.